# Coelophrys arca
Coelophrys arca is een  straalvinnige vissensoort uit de familie van vleermuisvissen (Ogcocephalidae). De wetenschappelijke naam van de soort is voor het eerst geldig gepubliceerd in 1912 door Smith & Radcliffe.
De soort staat op de Rode Lijst van de IUCN als Onzeker, beoordelingsjaar 2009.